# Вахрушево (Ленінградська область)
Вахрушево (рос. Вахрушево) — присілок у Тихвінському районі Ленінградської області Російської Федерації.
Населення становить 4 особи. Належить до муніципального утворення Коськовське сільське поселення.

## Історія
Населений пункт розташований на історичній Новгородській землі.
Згідно із законом від 1 вересня 2004 року № 52-оз належить до муніципального утворення Коськовське сільське поселення.

## Населення
| 2007 | 2010 |
| ---- | ---- |
| 7    | ↘4   |